# 瓦拉洛蓬比亚
瓦拉洛蓬比亚（義大利語：Varallo Pombia），是意大利诺瓦拉省的一个市镇。总面积13平方公里，人口4964人，人口密度381.8人/平方公里（2009年）。ISTAT代码为003154。

## 友好城市
- 法國蒂永维尔
- 義大利阿恰诺